# بريان هامالاينين
بريان هامالاينين (بالدنماركية: Brian Hamalainen) (و. 1989  م) هو لاعب كرة قدم، من الدنمارك، يلعب كمُدَافِع.

## روابط خارجية
- بريان هامالاينين على موقع قاعدة بيانات كرة القدم.إي يو (الإنجليزية)
- بريان هامالاينين على موقع Soccerway.com (الإنجليزية)
- بريان هامالاينين على موقع عالم كرة القدم.نت (الإنجليزية)
- بريان هامالاينين على موقع AS.com (الإسبانية)